# Эрбиньяк
Эрбиньяк (фр. Herbignac) — коммуна на западе Франции, находится в регионе Пеи-де-ла-Луар, департамент Атлантическая Луара, округ Сен-Назер, кантон Геранд. Расположена в 26 км к северу от Сен-Назера и в 43 км к юго-востоку от Вана, в 8 км от национальной автомагистрали N165 (Е60).
Население (2017) — 6 822 человека.

## История
Поселок Эрбиньяк возник вокруг шато Ранруэ, впервые возведенного здесь около 1125 года сеньорами Асерака, изгнанными из родных мест. Во второй половине XIII века был построен каменный замок, перестроенный для защиты от ударов артиллерии в XIV веке. В начале XV века замок перешел в руки семьи де Рьё. Жан IV де Рьё в 1488 году командовал бретонской армией в войне с королем Франции Карлом VIII, в ходе которой замок серьезно пострадал. Герцогиня Анна Бретонская, опекуном которой был Жан IV де Рьё, выделила ему 100 тысяч золотых экю на восстановление Ранруэ. Его потомок Жан VIII де Рьё в 1593 году во время Религиозных войн выступил на стороне Католической Лиги, за что был повешен, а замок Ранруэ перешел во владение королей Франции.
После окончания войны замок становится прибежищем беглых солдат, которые грабят окрестные деревни. В 1618 году король Людовик XIII приказал его разобрать. Приказ этот был выполнен только частично, и около 1639 года Иоанн IX де Рьё, вернувший себе право на владение Ранруэ,  частично восстановил его, но оказался разорен и был вынужден снова отдать замок короне. 
Решающий удар по замку Ранруэ в 1793 году нанесла Республиканская армия, направленная в окрестности Геранда для ликвидации мятежников и разрушившая его огнем своей артиллерии. Оставленный без внимания, он на протяжении долгого времени был каменоломней, пока в 1980-х годах владельцы замка не продали его муниципалитету, который превратил его в исторический объект, доступный для посещения.

## Достопримечательности
- Развалины шато Ранруэ XII-XVII веков
- Дольмен Риоло
- Ботанический сад в деревне Кермуро

## Экономика
Структура занятости населения:
- сельское хозяйство — 4,1 %
- промышленность — 28,9 %
- строительство — 9,1 %
- торговля, транспорт и сфера услуг — 34,6 %
- государственные и муниципальные службы — 23,3 %

Уровень безработицы (2017 год) — 11,4 % (Франция в целом — 13,4 %, департамент Атлантическая Луара — 11,6 %). 

Среднегодовой доход на 1 человека, евро (2017 год) — 20 650 (Франция в целом — 21 110, департамент Атлантическая Луара — 21 910).

## Демография
Динамика численности населения, чел.

## Администрация
Пост мэра Эрбиньяка с 2020 года занимает Кристель Шассе (Christelle Chassé), член Совета департамента Атлантическая Луара от кантона Геранд. На муниципальных выборах 2020 года возглавляемый ею левый блок победил в 1-м туре, получив 51,63 % голосов.
| Период | Период | Фамилия             | Партия                                | Примечания                                     |
| ------ | ------ | ------------------- | ------------------------------------- | ---------------------------------------------- |
| 1970   | 1989   | Пьер Сире           |                                       | фармацевт                                      |
| 1989   | 2008   | Шарль Моро          | Социалистическая партия               | лесовод, член Генерального совета департамента |
| 2008   | 2020   | Паскаль Ноэль-Расин | Социалистическая партия, Разные левые | бывший работник системы образования            |
| 2020   |        | Кристель Шассе      | Разные левые                          | учительница, член Совета департамента          |

## Галерея

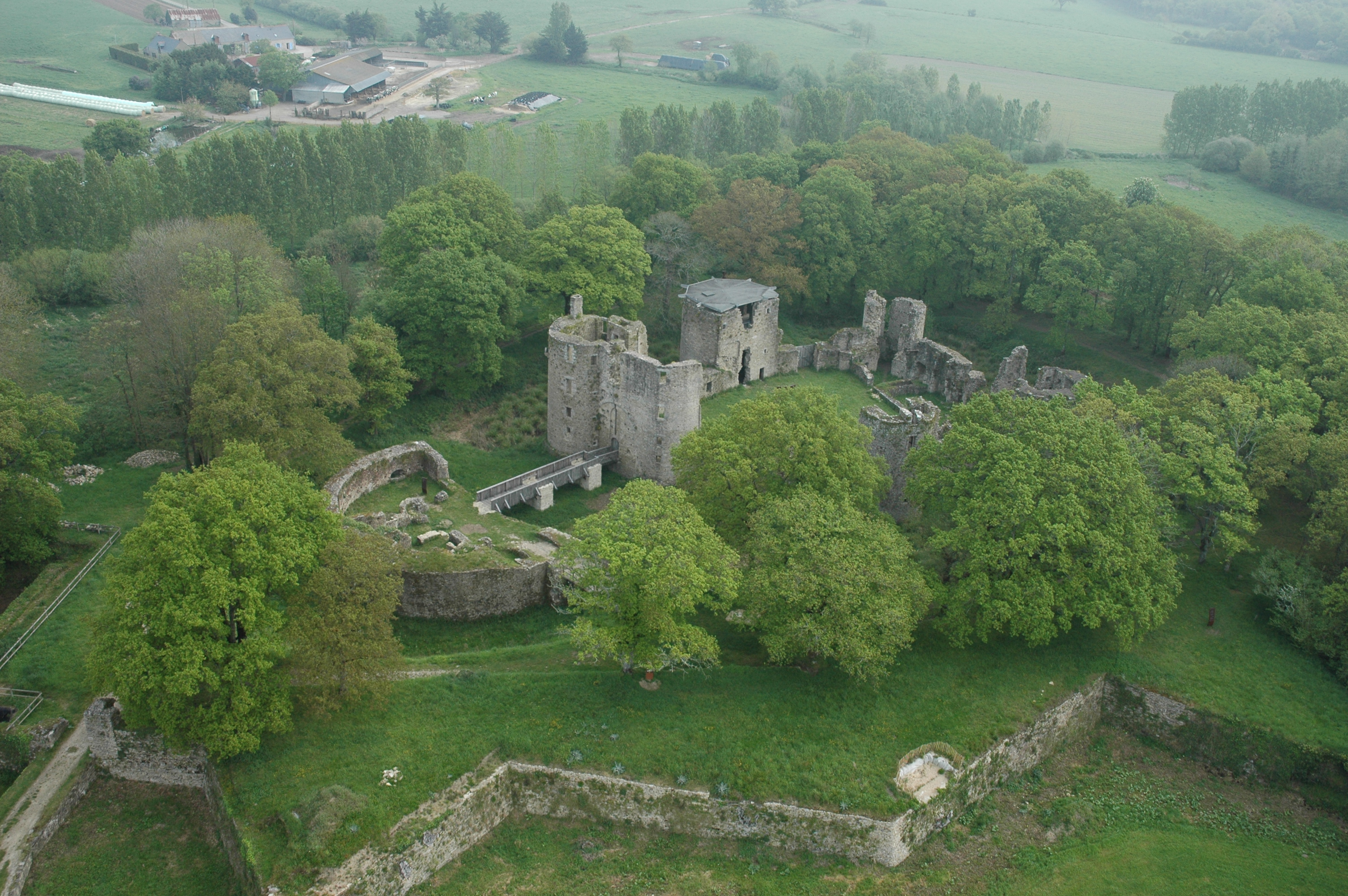
Шато Ранруэ
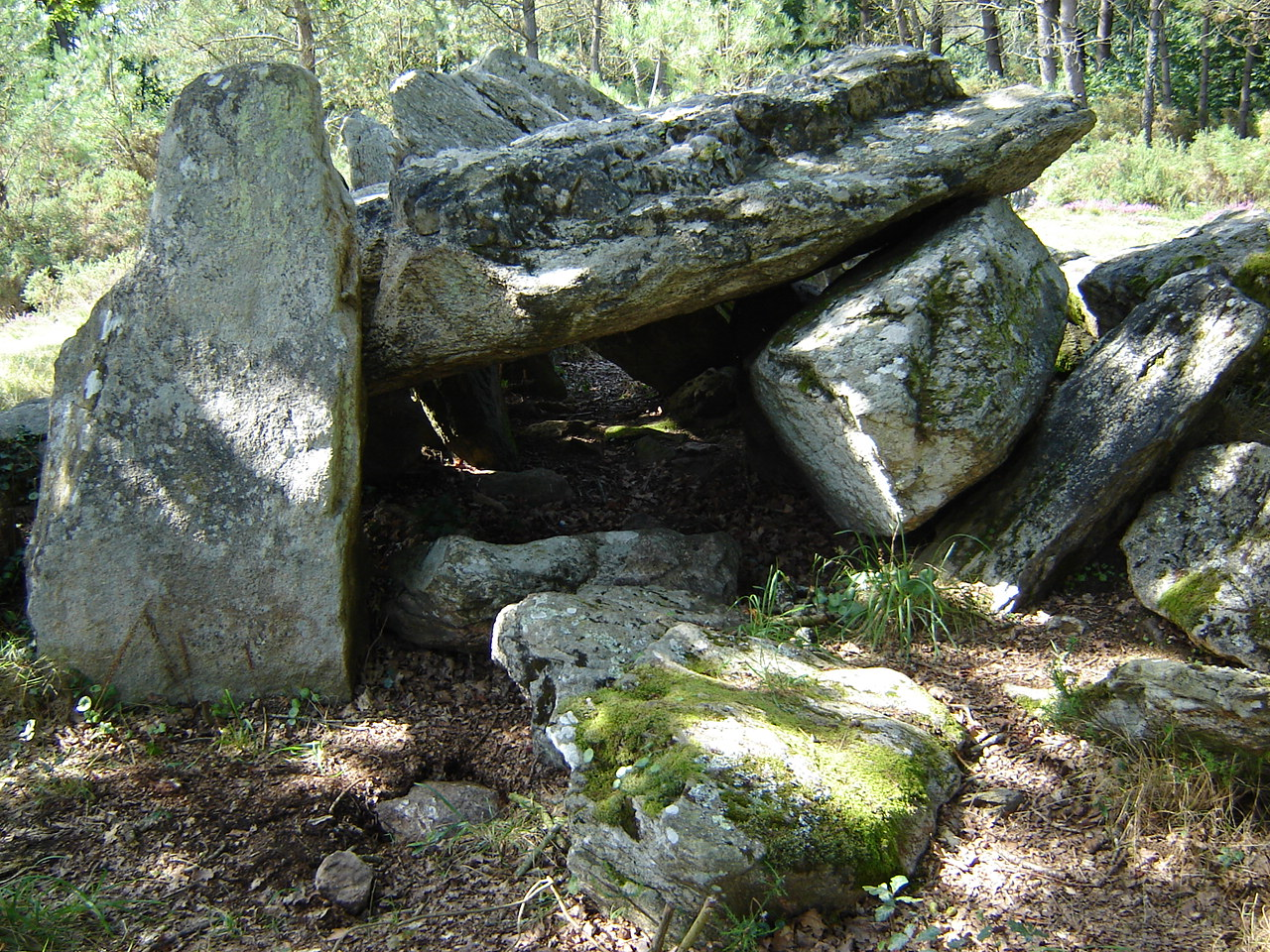
Дольмен Риоло
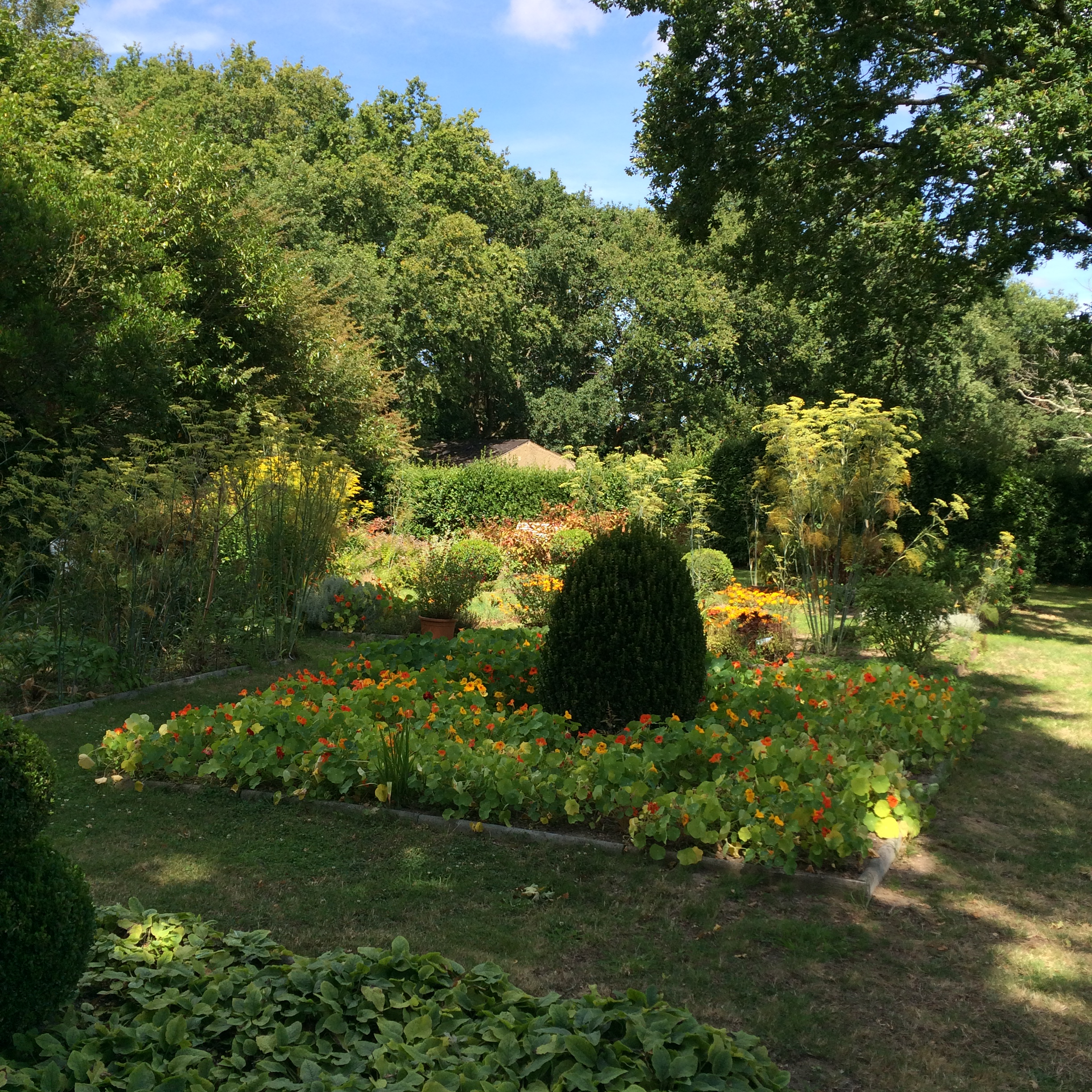
Ботанический сад Кермуро